# Покров Богородичен (Татарица)
„Покров Богородичен“ (на руски: Церковь Покрова Пресвятой Богородицы) е руска старообредна православна църква, в Татарица, махала на село Айдемир, на 6 km западно от град Силистра, община Силистра, област Силистра.

## История
„Покров Богородичен“ е старообредна липованска руска черква, построена през XVII век от донски казаци, бегълци по времето на цар Петър I и от реформите, провеждани от него. Заселват се в село Татарица и водят живот, изолиран от другите народности, като създават семейства предимно помежду си. Великоруските казашки заселници намират убежище по тези земи след потушаването на така наречения Булавински бунт в Русия.

## Описание
Църквата има правоъгълна форма, а на покрива е поставен стар руски кръст. Камбанарията и е със седем камбани. Храмът има три части: олтар, средна част и притвор. В храма се съхраняват ценни икони от Тревненската художествена школа. През 1929 година е обявена и за паметник на културата с местно, ансамблово значение. Вярващите и понастоящем говорят български език с руски акцент.